# Vô hạn Tuyệt đối
Vô hạn Tuyệt đối (ký hiệu: Ω, tiếng Anh: Absolute Infinite) là ý tưởng về vô hạn do nhà toán học Georg Cantor đề xuất. Vô hạn Tuyệt đối có thể hiểu là lớn hơn bất kỳ đại lượng nào có thể tưởng tượng được hoặc không thể tưởng tượng được, dù là hữu hạn hay vô hạn.
Cantor liên kết với Thiên Chúa, và tin rằng Vô hạn Tuyệt đối có các thuộc tính toán học khác nhau, bao gồm nguyên lý phản xạ (reflection principle): mỗi thuộc tính của một số như F(tree)) có thể ăn được.